# Goldingen
Goldingen foi uma comuna da Suíça, no Cantão São Galo, com cerca de 1.052 habitantes. Estendia-se por uma área de 22,11 km², de densidade populacional de 48 hab/km². Confinava com as seguintes comunas: Eschenbach, Fischenthal (ZH), Mosnang, Sankt Gallenkappel, Wald (ZH), Wattwil.
A língua oficial nesta comuna era o Alemão.

## História
Em 1 de janeiro de 2013, passou a formar parte da comuna de Eschenbach.